# Thulin K
Thulin K là một loại máy bay tiêm kích hải quân của Thụy Điển trong thập niên 1910.

## Biến thể
Thulin K
Thulin KA

## Quốc gia sử dụng
Thụy Điển
- Không quân Thụy Điển

 Hà Lan

## Tính năng kỹ chiến thuật (Thulin K)
Đặc điểm tổng quát
- Kíp lái: 1
- Chiều dài: 6.50 m (21 ft 4 in)
- Sải cánh: 9.10 m (29 ft 10¼ in)
- Chiều cao: 2.55 m (8 ft 4 in)
- Diện tích cánh: 18.00 m2 (193.76 ft2)
- Trọng lượng rỗng: 460 kg (1014 lb)
- Trọng lượng có tải: 650 kg (1433 lb)
- Powerplant: 1 × Thulin A, 67 kW (90 hp)

Hiệu suất bay
- Vận tốc cực đại: 150 km/h (94 mph)

Vũ khí trang bị
- 1 x súng máy
- 1 x pháo Madsen 20 mm